# Immenstadt–Oberstdorf-vasútvonal

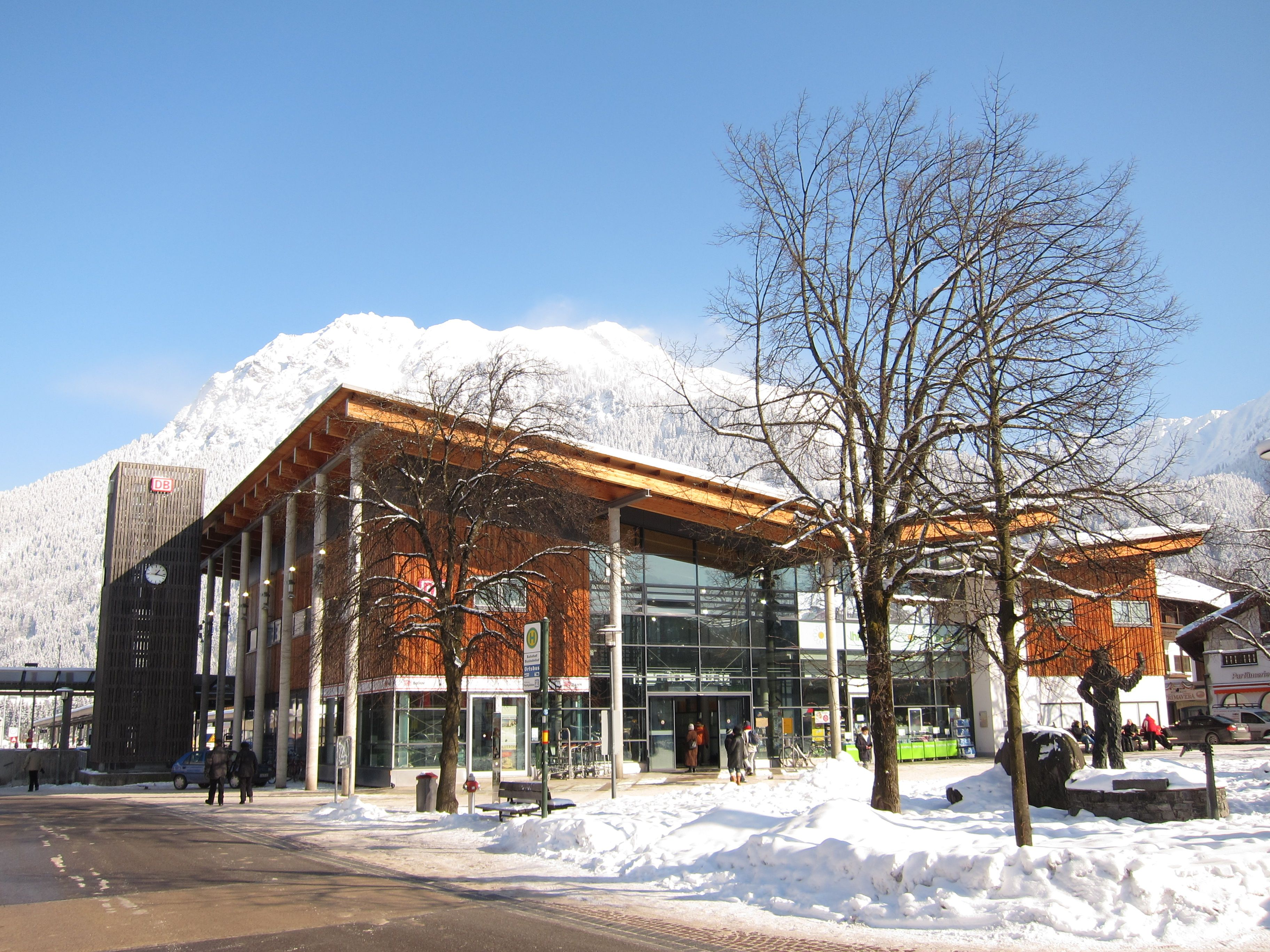
Oberstdorf állomás

Az Immenstadt–Oberstdorf-vasútvonal egy normál nyomtávolságú, egyvágányú, nem villamosított vasútvonal Németországban Immenstadt és Oberstdorf között. A vasútvonal hossza 20,7 km.